# Et ex
Et ex is het vijfde studioalbum van de Zweedse band Gösta Berlings Saga. 
Die band bracht eerst regelmatig albums uit, toen ineens de stroom stokte. Na een stilteperiode van vijf jaar volgde Sersophane. Dat leverde een contract op met InsideOut Music, een platenlabel gespecialiseerd in progressieve rock. Het album laat een mengeling horen van donker klinkende progressieve rock en elektronische muziek, hier en daar in de stijl van Tangerine Dream, Jean-Michel Jarre en Vangelis. Belangrijk element binnen hun muziek zijn de repeterende patronen. Volgens het platenlabel liet de band zowel het minimale als maximale uit de progressieve rock horen, bijvoorbeeld voor Capercaillie etc. betekende dat minimal music bij een maximale instrumentatie inclusief saxofoon.
Het album werd opgenomen in diverse geluidsstudios.

## Musici

### Band
- Alexander Skepp – drumstel, percussie, programmeerwerk
- David Lundberg – Fender Rhodes, mellotron, synthesizers
- Gabriel Tapper – basgitaar, baspedalen
- Rasmus Booberg – gitaren, klarinet, synthesizers, gehum

### Gasten
- Hendrik Palm – gitaar op Shortcomings en Fundament
- Michael Berdan – zang Shortcomings
- Lars Åhlund – saxofoon op Capercaiilie Lammergeyer Cassowary & Repeat

## Muziek
| Nr. | Titel                                                             | Duur |
| --- | ----------------------------------------------------------------- | ---- |
| 1.  | Veras tema (Gösta Berlings Saga)                                  | 3:37 |
| 2.  | The shortcomings of efficiency (Gösta Berlings Saga, Palm)        | 7:41 |
| 3.  | Square 5 (Gösta Berlings Saga)                                    | 7:02 |
| 4.  | Over and out (Gösta Berlings Saga)                                | 4:36 |
| 5.  | Artefacts (Gösta Berlings Saga)                                   | 5:56 |
| 6.  | Capercaillie Lemmergayer Cassowary & Repeat (Gösta Berlings Saga) | 6:58 |
| 7.  | Brus från Stan (Gösta Berlings Saga)                              | 1:36 |
| 8.  | Fundament (Gösta Berlings Saga, Palm)                             | 9:59 |